# Les Schtroumpfs et les Haricots mauves
Les Schtroumpfs et les Haricots mauves est le trente-cinquième album, et la quatre-vingt-dix-neuvième histoire, de la série de bande dessinée Les Schtroumpfs originellement créée par Peyo. Publié en 2017 aux éditions Le Lombard, l'album est scénarisé par Alain Jost et Thierry Culliford et illustré par Pascal Garray.

## Résumé
Le Grand Schtroumpf s'étant plaint auprès du magicien Homnibus que la nourriture des Schtroumpfs était dépendante des conditions climatiques, Homnibus lui a donné des graines de « haricots mauves » dont il dit le plus grand bien.
De retour au village, dans le plus grand secret, le Grand Schtroumpf remet les graines de haricots au Schtroumpf paysan. Celui-ci les met en terre et les fait germer. Quelques mois après, la récolte a lieu et les haricots mauves sont remis au Schtroumpf cuisinier. Celui-ci les met au menu. Très vite les Schtroumpfs aiment le goût de ces haricots, si bien que très vite les haricots mauves deviennent le plat de base du village.
Les haricots mauves sont consommés par les Schtroumpfs sous diverses formes : soupes, gratins, frits, gâteaux, etc.
Mais un petit groupe de Schtroumpfs, menés par la Schtroumpfette, « fait de la résistance » : ils décident de consommer des fruits et des légumes « classiques ».
La majorité des Schtroumpfs consomme tellement de haricots mauves que leur régime alimentaire s'en trouve déséquilibré. Les Schtroumpfs cessent de consommer de la salsepareille, traditionnellement leur nourriture préférée. Il se produit un phénomène inédit au sein du village : les Schtroumpfs grossissent, au point que nombre d'entre eux, ne pouvant plus entrer dans leurs culottes blanches, demandent au Schtroumpf couturier de leur agrandir la culotte.
Un jour, un petit groupe de Schtroumpfs se promène dans la forêt et est fait prisonnier par Gargamel. Apprenant l'existence de ces haricots mauves, il lance un ultimatum au Grand Schtroumpf : il ne libèrera les prisonniers que contre un chariot (de taille schtroumpf) de haricots mauves pour la libération de chaque prisonnier.
Le Grand Schtroumpf accepte l'ultimatum. Un chariot est remis à Gargamel, qui libère un prisonnier, puis un second chariot, puis un troisième, etc. À la fin, Gargamel se retrouve en possession de la totalité des haricots mauves du village. Tandis que les Schtroumpfs rentrent chez eux sans aucun haricot mauve en réserve, Gargamel mange tous les haricots remis par les Schtroumpfs, si bien que lui-aussi grossit au point de faire craquer sa robe noire de sorcier.

## Hommage
À la fin de l'aventure, les studios Peyo rendent hommage à leur dessinateur Pascal Garray décédé en janvier 2017. Il aura dessiné six albums des Schtroumpfs (dont ce dernier album). Auparavant, il avait également travaillé sur les aventures de Benoît Brisefer.
Afin de lui rendre hommage, les studios Peyo ont ajouté sept pages à la fin de la bande dessinée retraçant le travail de Pascal Garray sur cette dernière aventure des Schtroumpfs.

## Autour de l'album
- Le thème de cet album est celui de la nourriture, déjà abordé dans Salade de Schtroumpfs au travers de l'agriculture déraisonnée, mais il est cette fois question du rapport des schtroumpfs à la nourriture d'un point de vue social et aussi diététique. Les fameux haricots mauves donnant leur nom à cette histoire sont ainsi une immense métaphore filée de la malbouffe.

- Les plats qu'élaborent les schtroumpfs ont tous pour point commun la malbouffe et la restauration rapide en général : pizzas, hamburgers, cornets de frites (avec sauce au choix), crêpes, conserves, mousses, pâtisseries, et même boissons.

- Les Schtroumpfs à lunettes, paysan et cuisinier s'organisent même en Confrérie Gastronomique, costume compris, à l'instar des nombreuses confréries défendant un produit du terroir telles que la Confrérie des Fins Goûteurs de Charolais ou la Verte Confrérie de la Lentille. Cependant cette « confrérie du haricot » est dépeinte comme orgueilleuse et peu objective.

## Réception commerciale
100 000 unités ont été éditées en France, soit 5 000 exemplaires de moins que le précédent opus. Lors de sa première semaine dans ce pays, l'album atteint la première place du top 15 BD, alors que le précédent n'avait pas atteint le podium, mais il n'entre pas dans le top 20 livres. Il y reste la semaine suivante avant d'être délogé lors de la semaine du 28 août au 3 septembre par le tome 15 de Titeuf. Il descend ensuite à la quatrième place, à la sixième, puis à la neuvième,. Il sort ensuite du top 10 (12e). La bande dessinée est ainsi restée 7 semaines dans le top 15 BD, soit 3 de plus que Les Schtroumpfs et le Demi-Génie.